# Jernporten
Jernporten (rumænsk: Porṭile de Fier; serbisk: Ђердапска клисура) er en geografisk betegnelse for et område ved grænsen mellem Serbien og Rumænien, hvor floden Donau indsnævres og er svær at passere da den trænger igennem Karpaterne.
Under de Dakiske krige byggede Trajan en bro lidt længere nede af floden. Det var den første bro over Donau og dengang den længste i verden. På den serbiske bred findes en latinsk indskrift fra kejserens tid.
Ved slutningen af det 19. århundrede begyndte man at gøre Jernporten mere sejlbar, men det var først i 1970'erne, da man byggede Jernport-dæmningen, at man virkelig beherskede floden. To vandkraftværker blev også bygget på samme tidspunkt. Dette medførte oversvømmelsen af øen Ada Kaleh, der lå nogle kilometer opstrøms fra det øverste kraftværk.
Đerdap nationalpark i Serbien og Porṭile de Fier nationalpark findes i dette område.

## Andet
Jernporten var også et stednavn i København, se Jernporten (København).